# Katholieke Kerk in Algerije

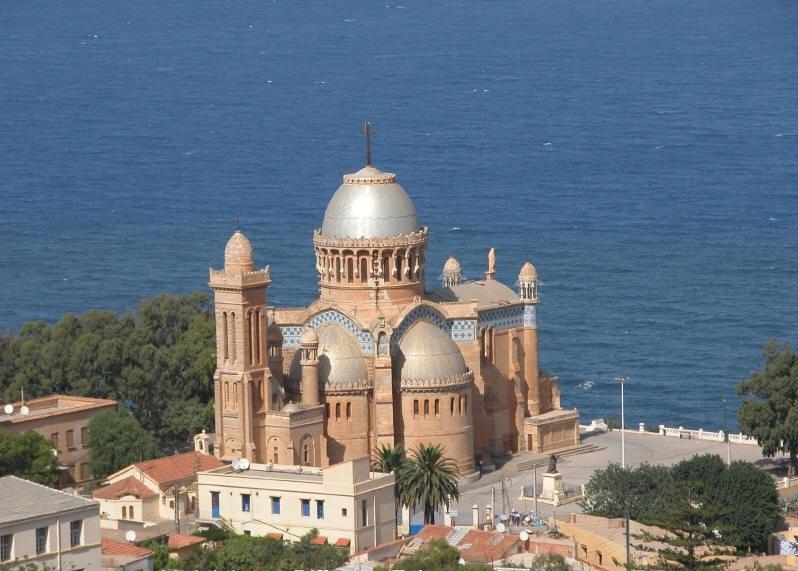
Basiliek van Onze Lieve Vrouwe van Afrika in Algiers

De Katholieke Kerk in Algerije is een onderdeel van de wereldwijde Katholieke Kerk onder het leiderschap van de paus en de curie.
De katholieke gemeenschap is de belangrijkste religieuze minderheid in Algerije. Ze heeft anno 2006 11.000 leden waarvan 110 priesters en 170 religieuzen. Het aartsbisdom Algiers staat sinds 2008 onder leiding van aartsbisschop Ghaleb Bhader. De Basiliek van Onze Lieve Vrouwe van Afrika is de kathedrale kerk van Algerije.
Het christendom kent een lange geschiedenis in Algerije. Het noorden van Afrika werd in de 2e eeuw gekerstend en in de 4e en 5e eeuw was Augustinus er bisschop. Na de opkomst van de islam vanaf de 7e eeuw, was de georganiseerde christenheid bijna volledig verdwenen in de 12e eeuw. In verschillende handelsplaatsen zoals Oran, Algiers, Tlemcen, Bougie en Annaba bleef er wel een christelijke aanwezigheid in het land. Vanaf de 17e eeuw werd het christendom vooral verkondigd door de lazaristen. Aan hen werd het apostolisch gezag toevertrouwd tot de stichting van het bisdom in 1838. Tijdens de Franse koloniale periode telde de katholieke gemeenschap meerdere honderdduizenden leden, maar deze kwamen sinds de onafhankelijkheid in 1962 in de verdrukking. De moord op twaalf Kroaten op 14 december 1993, de moord op twee Spaanse zusters in Bab-el-Oued op 20 oktober 1994, de moord op vier witte paters in Tizi-Ouzou onder wie de Belg Charles Deckers, de ontvoering en moord van 7 trappisten van de gemeenschap van O.L. Vrouw van de Atlas in Tibhirine en de moord op bisschop Pierre Lucien Claverie in 1996 zijn hier een illustratie van. Algerije is tevens het land waar de Zalige Charles de Foucauld missioneerde in het begin van de 20e eeuw.
Het apostolisch nuntiusschap voor Algerije is sinds 15 maart 2025 vacant.

## Bisdommen

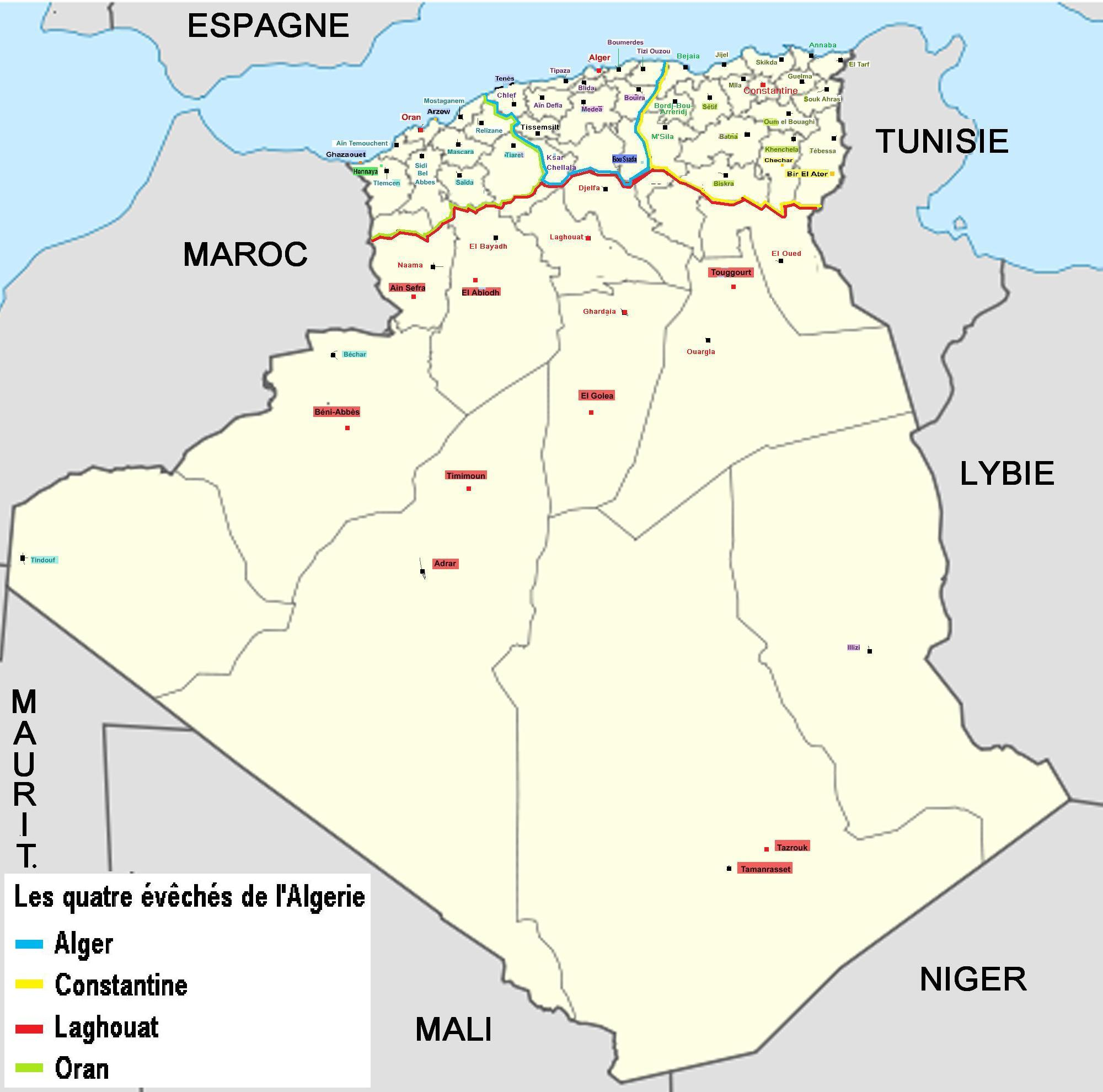
De bisdommen van Algerije

1. Onder rechtstreeks gezag van de Heilige Stoel
  1. Bisdom Laghouat
2. Kerkprovincie Algiers
  1. Aartsbisdom Algiers
  2. Bisdom Constantine
  3. Bisdom Oran

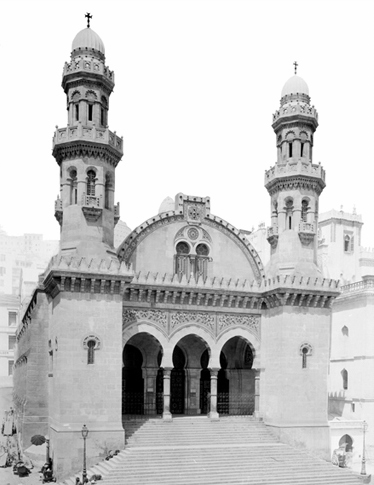
Kathedraal van Algiers
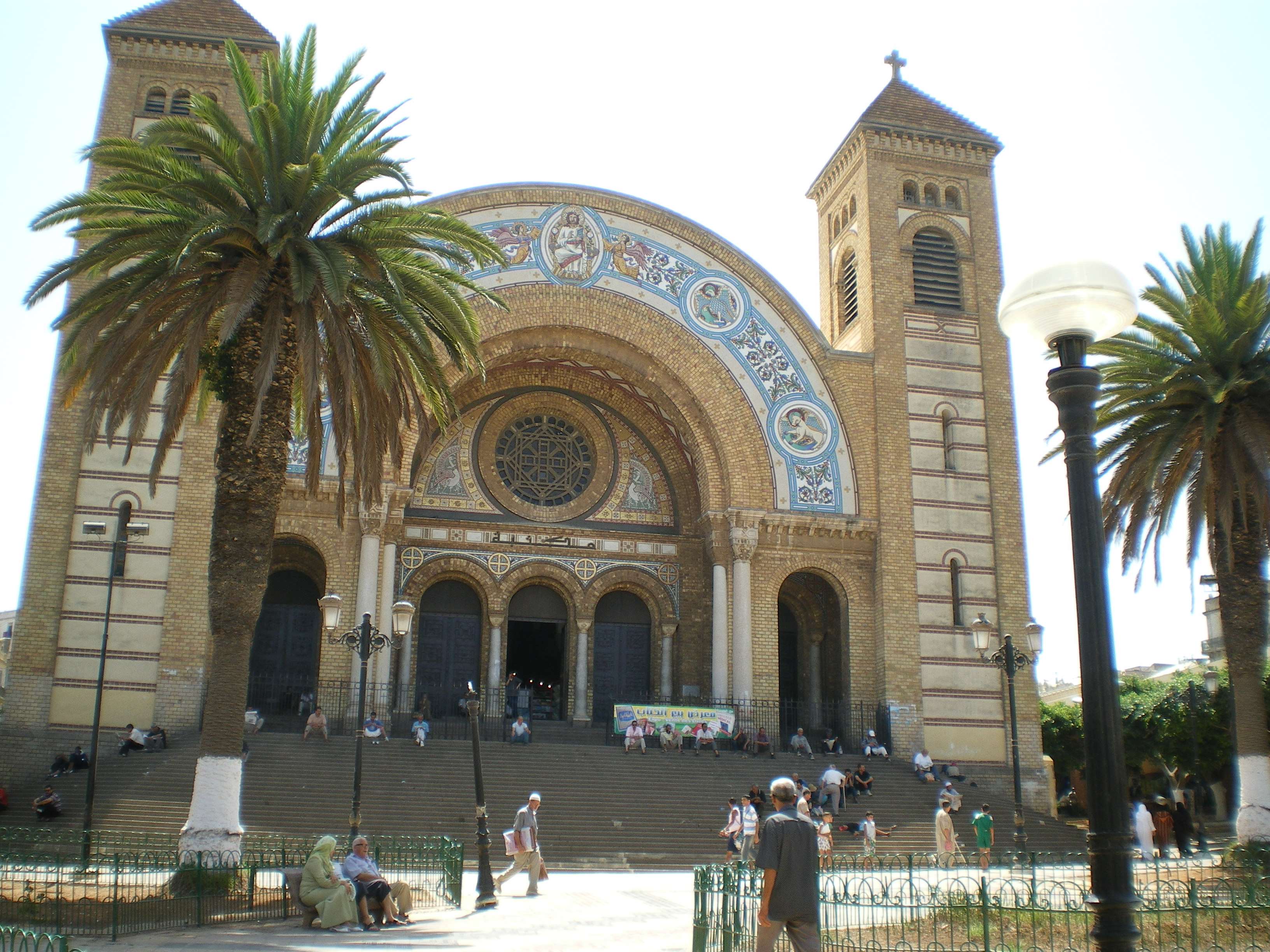
Kathedraal van Oran